# Anthocharis belia
Anthocharis belia Linnaeus  är en fjärilsart som  ingår i släktet Anthocharis och familjen vitfjärilar. 
Inga underarter finns listade i Catalogue of Life.
Larven lever på bladen av Biscutella laevigata.

## Bilder

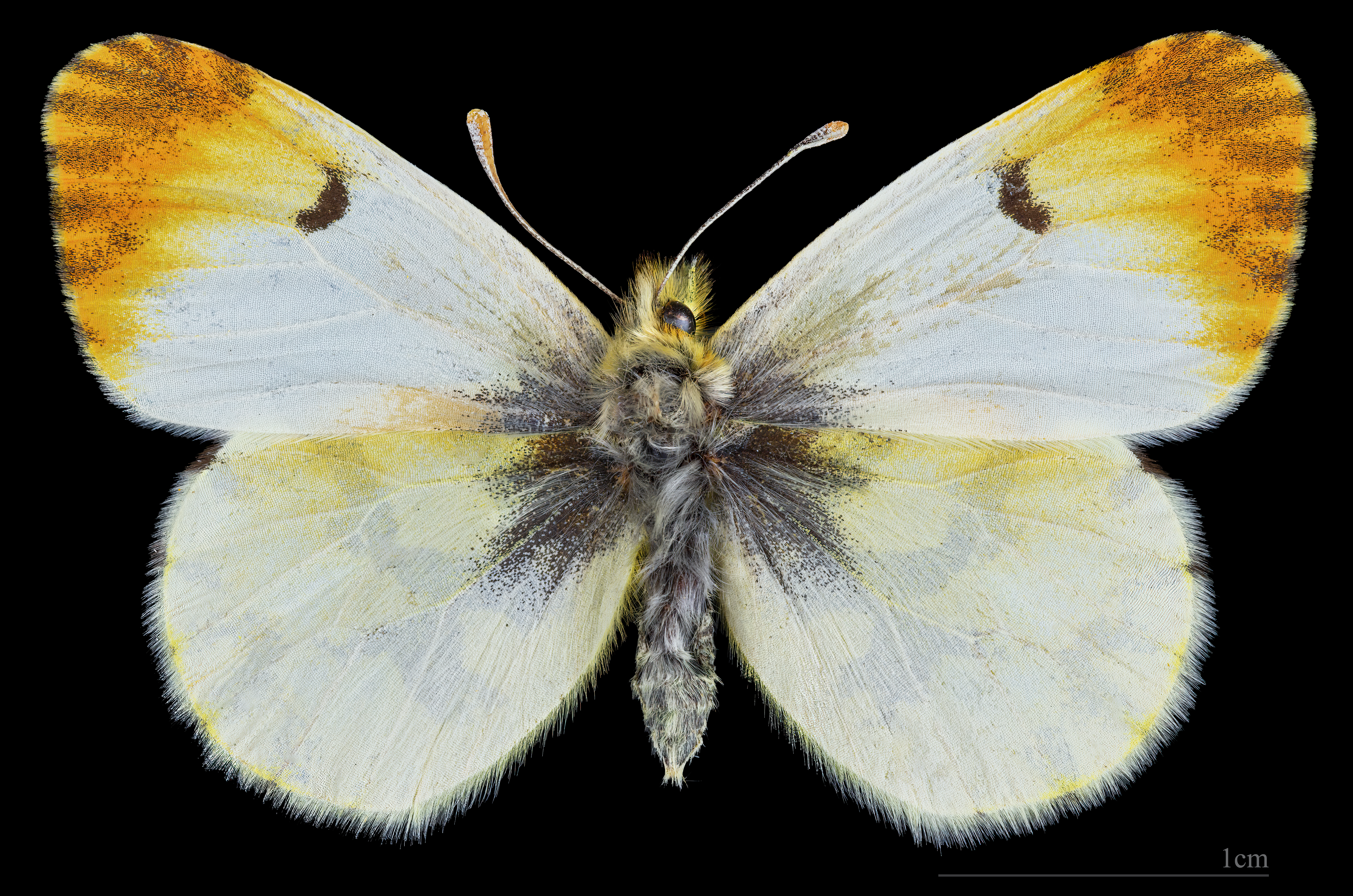
Anthocharis belia belia  ♀
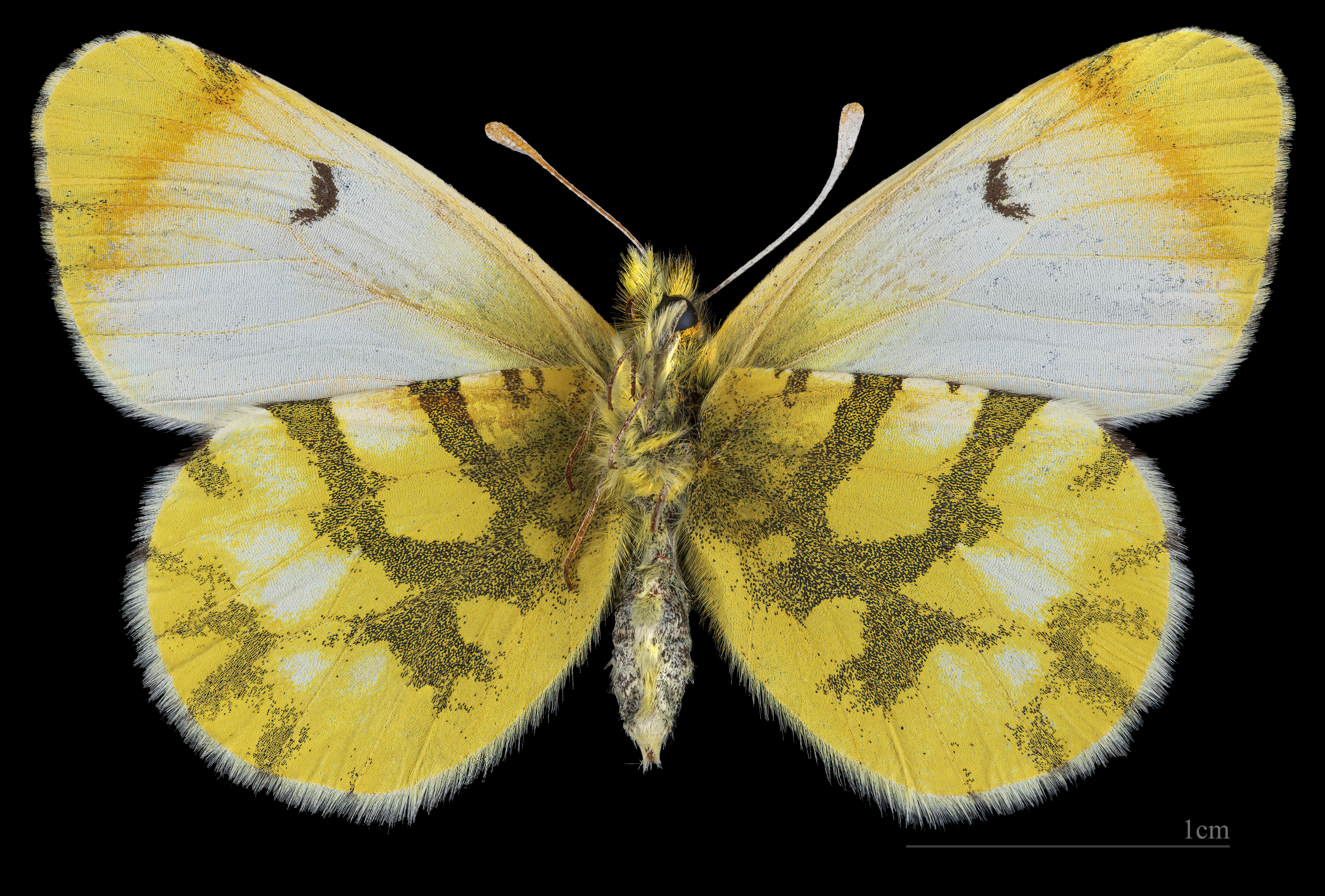
Anthocharis belia belia   ♀ △

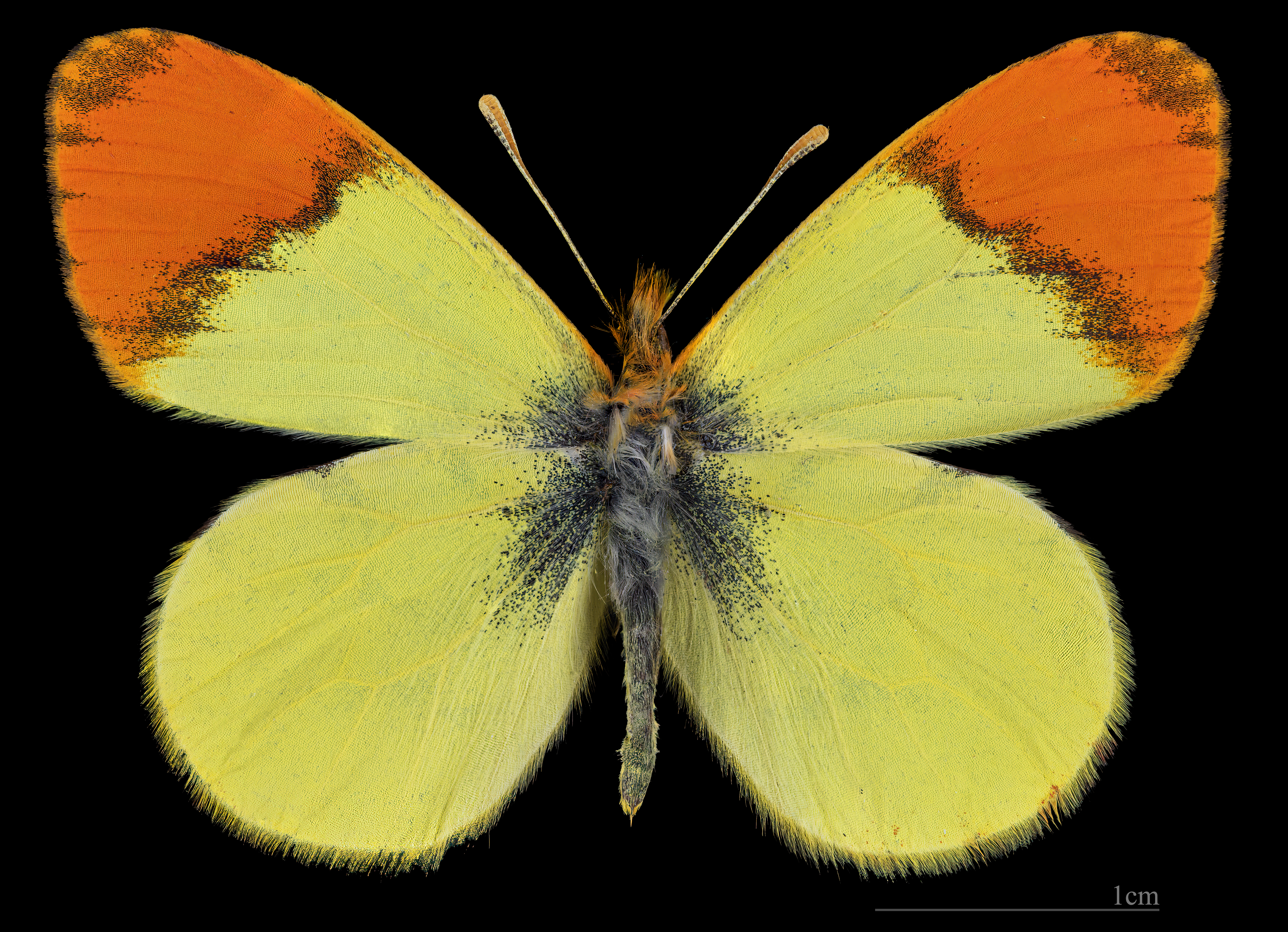
Anthocharis belia androgyne ♂
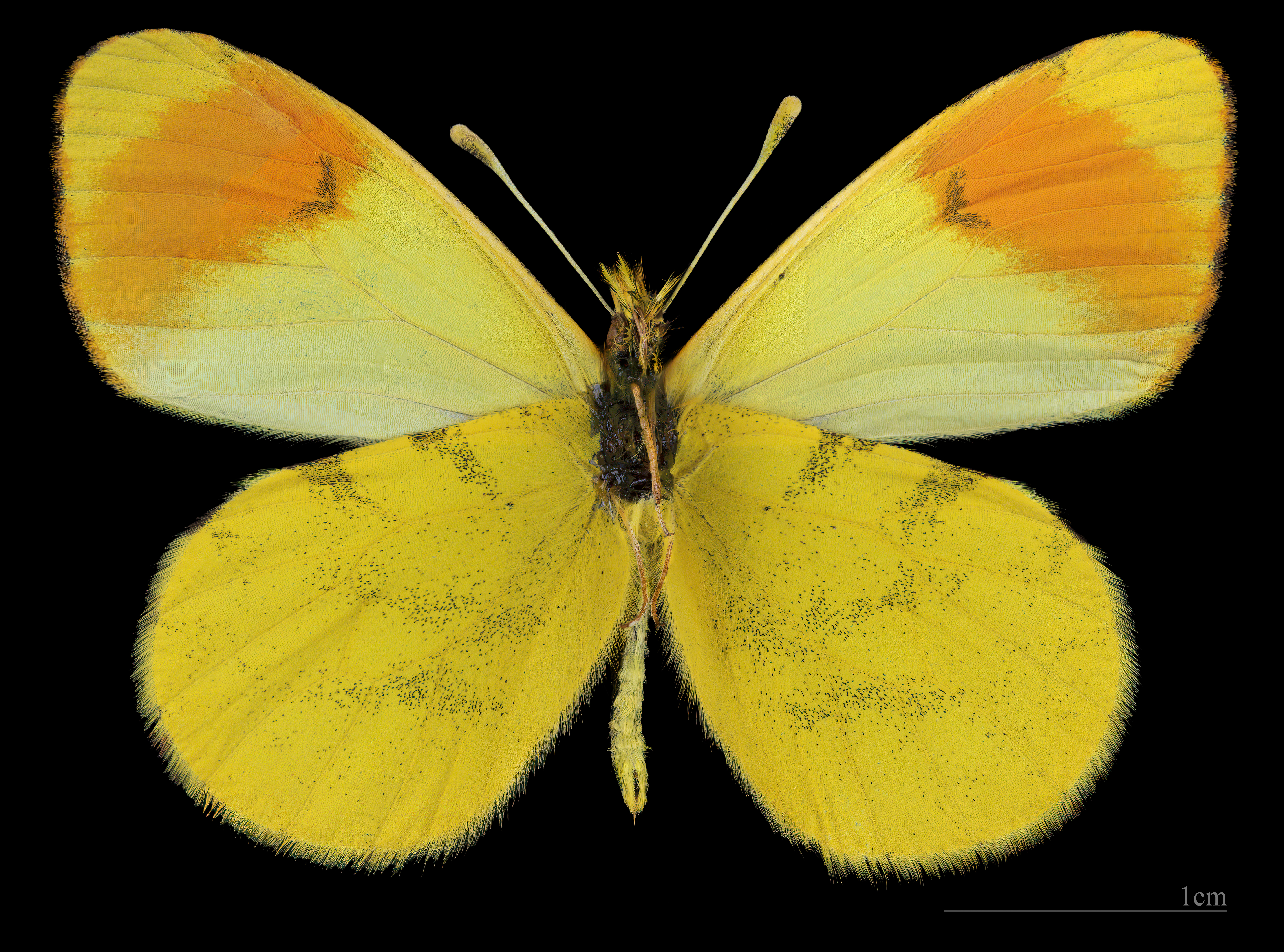
Anthocharis belia androgyne ♂ △
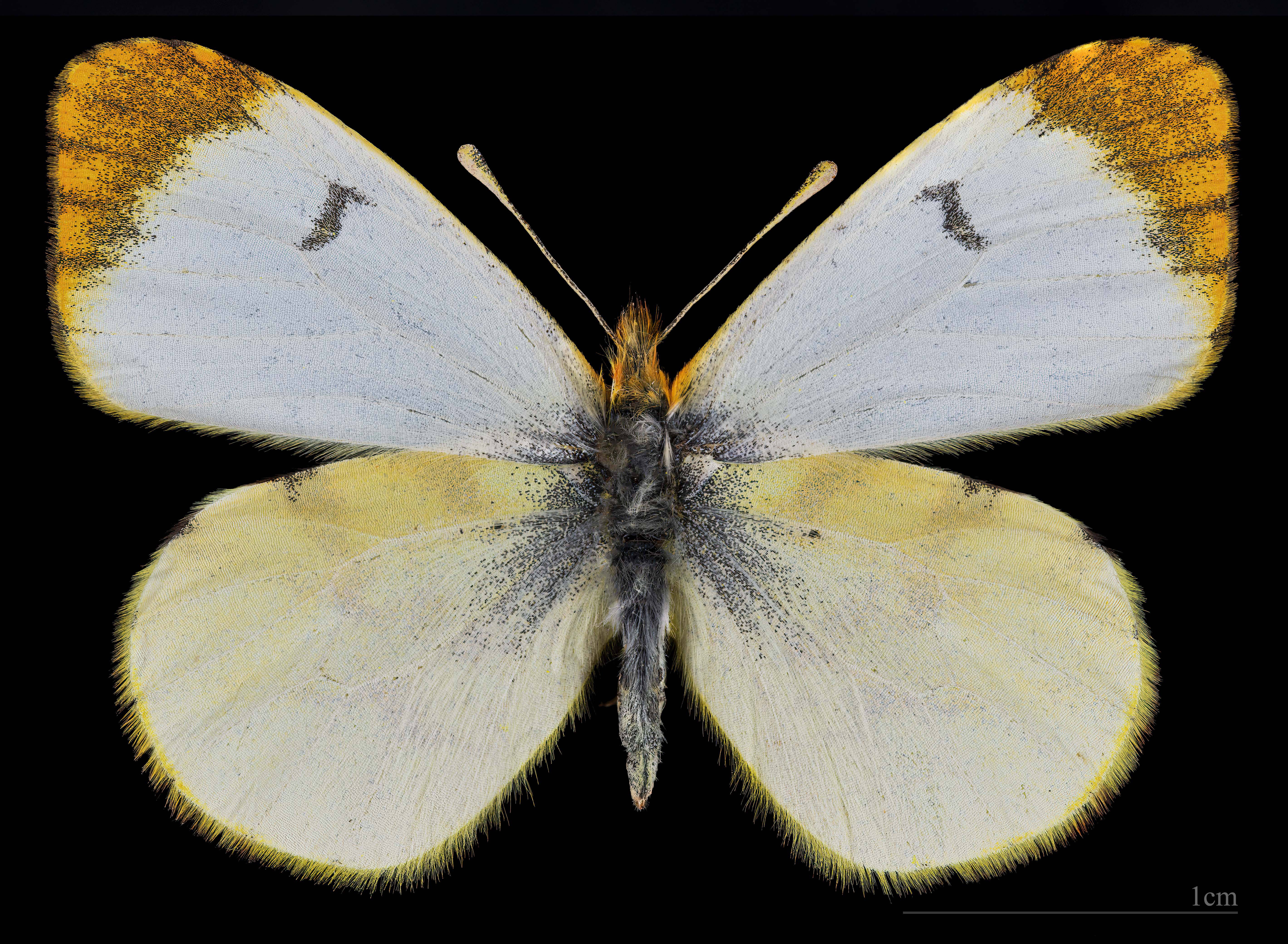
Anthocharis belia androgyne ♀
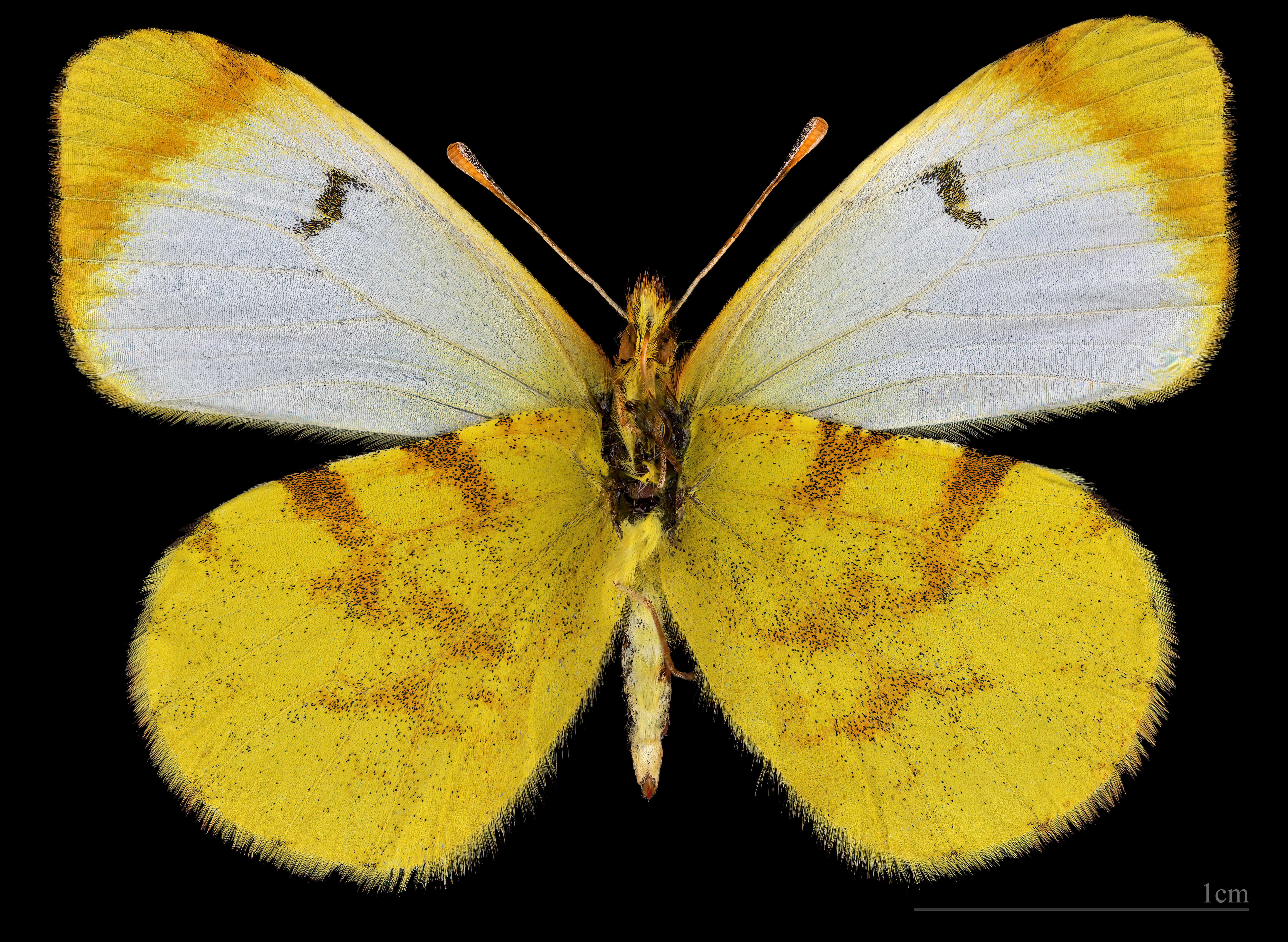
Anthocharis belia androgyne ♀ △